# Rolan Antonovič Bykov
Rolan Antonovič Bykov (Kiev, 12 ottobre 1929 – Mosca, 6 ottobre 1998) è stato un attore e regista sovietico.

## Filmografia parziale

### Regista
- Sem' njanek (1962)
- Propalo leto (1963)
- Ajbolit-66 (1966)
- Vnimanie, čerepacha! (1970)
- Telegramma (1971)
- Avtomobil', skripka i sobaka Kjaksa (1974)
- Čučelo (1983)